# Hymenophyllum frazeri
Hymenophyllum frazeri là một loài dương xỉ trong họ Hymenophyllaceae. Loài này được Mett. ex E. Fourn. mô tả khoa học đầu tiên năm 1872.
Danh pháp khoa học của loài này chưa được làm sáng tỏ. 